# Narmadapuram
Narmadapuram là một thành phố và khu đô thị của quận Narmadapuram thuộc bang Madhya Pradesh, Ấn Độ.

## Địa lý
Narmadapuram có vị trí 22°45′B 77°43′Đ / 22,75°B 77,72°Đ Nó có độ cao trung bình là 278 mét (912 feet).

## Nhân khẩu
Theo điều tra dân số năm 2001 của Ấn Độ, Narmadapuram có dân số 97.357 người. Phái nam chiếm 53% tổng số dân và phái nữ chiếm 47%. Narmadapuram có tỷ lệ 73% biết đọc biết viết, cao hơn tỷ lệ trung bình toàn quốc là 59,5%: tỷ lệ cho phái nam là 80%, và tỷ lệ cho phái nữ là 66%. Tại Narmadapuram, 13% dân số nhỏ hơn 6 tuổi.